# Pseudospondias microcarpa
Pseudospondias microcarpa is een plantensoort uit de pruikenboomfamilie (Anacardiaceae). Het is een grote boom die een groeihoogte van 10 tot 14 meter kan bereiken. De boom heeft een korte en gedraaide stam en dichte kroon. De schors is glad en dun wanneer de boom jong is en wordt geelgrijs en ruw naarmate deze ouder wordt. De mannelijke bloemen zijn wit en vrouwelijk bloemen hebben een groenachtig kleur. Het fruit kleurt donkerpaars wanneer het rijp is.
De soort komt voor in tropisch Afrika, van Senegal tot in Soedan en zuidwaarts tot in Angola en Zambia. Verder komt de soort ook voor op de Comoren. Hij groeit daar aan bosranden nabij savannegebieden.

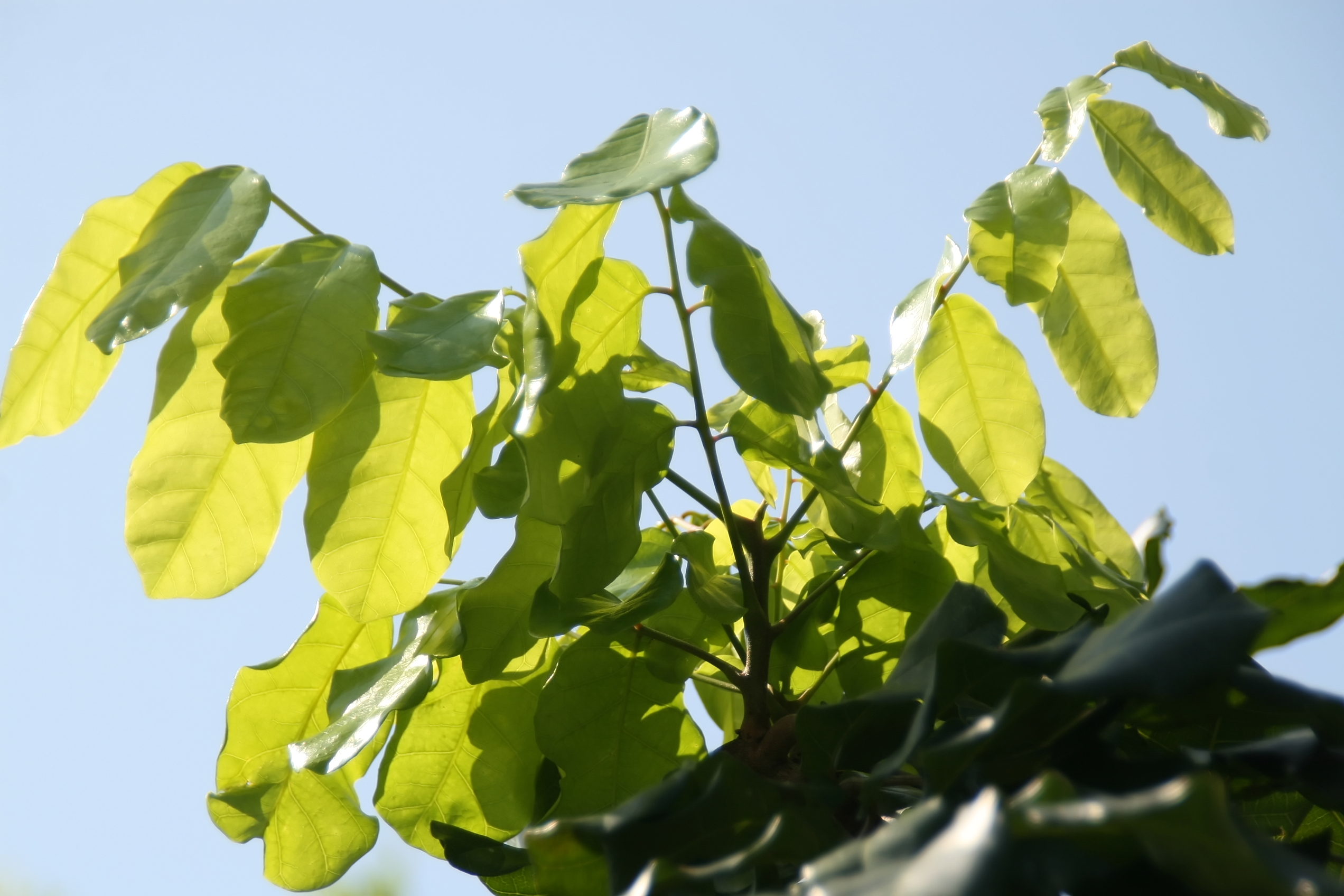
Bladeren